# Таукаратурик
Таукаратури́к (каз. Тауқаратұрық) — село у складі Єнбекшиказахського району Алматинської області Казахстану. Входить до складу Каратурицького сільського округу.
У радянські часи село називалось Таусугур.
Населення — 1648 осіб (2021; 1852 у 2009, 1636 у 1999, 1730 у 1989).